# Alter Ego (album của Lisa)
Alter Ego là album phòng thu đầu tay sắp ra mắt của nữ ca sĩ kiêm rapper người Thái Lisa. Album dự kiến phát hành vào ngày 28 tháng 2 năm 2025 qua Lloud và RCA Records. Album này đánh dấu màn phát hành solo đầu tiên của cô kể từ khi rời khỏi YG Entertainment và Interscope Records vào năm 2023. Album bao gồm mười hai bài hát, với sự góp mặt của các nghệ sĩ khách mời như Rosalía, Doja Cat và Raye. Bốn đĩa đơn đã được phát hành để quảng bá cho album là: "Rockstar", "New Woman", "Moonlit Floor (Kiss Me)" và "Born Again".